# Jork (półwysep)
Jork (ang. Cape York Peninsula) – półwysep, na którym znajduje się najdalej na północ wysunięty punkt Australii – przylądek Jork. Został tak nazwany przez Jamesa Cooka w 1770 roku, na cześć księcia Yorku, Edwarda Augusta, znajduje się w stanie Queensland. Tylko ok. 140 km poprzez Cieśninę Torresa dzieli go od Nowej Gwinei. Po stronie zachodniej znajduje się Zatoka Karpentaria, a od wschodniej Morze Koralowe. Powierzchnia półwyspu to ok. 137 tys. km², a zamieszkuje go ok. 18 tys. ludzi.
Powierzchnia półwyspu jest nizinna z rozciągającym się po wschodniej stronie pasmem McIlwraith Range w Wielkich Górach Wododziałowych z kilkoma niskimi wzgórzami (najwyższy szczyt o wysokości 850 m n.p.m.). Ziemia jest tu jałowa nawet w porównaniu z innymi obszarami Australii, co sprawia, że region ten jest słabo zasiedlony.
Klimat podrównikowy wilgotny, w północnej części półwyspu typu monsunowego, z porą deszczową od listopada do kwietnia i porą suchą od maja do października. Roczny opad jest wysoki i sięga od ok. 700 mm na południu do nawet 4000 mm na północy. Występują liczne rzeki, a pośród nich Pascoe, Jardine, Wenlock, Łucznik, Holdroyd, Mitchell i Staaten. Naturalną roślinność stanowią lasy eukaliptusowe, które porastają większość obszaru półwyspu, wschodnie wybrzeże porasta dżungla. 
Na półwyspie znajdują się największe na świecie złoża boksytów. 
Z powodu małej ilości dróg transport drogowy jest możliwy tylko między czerwcem a październikiem ponieważ rzeki przybierają podczas pory deszczowej i są nie do przebycia.